# 미란다 (1995년 영화)
《미란다》는 1995년에 개봉한 대한민국의 영화이다.

## 캐스팅
- 김민 : 기태하 역
- 박진실 : 홍나희 역
- 정선우 : 태숙 역
- 김윤희 : 영숙 역
- 김을동 : 고모 역
- 국정환 : 기충식 역
- 양택조 : 형사 역
- 주호성 : 촉새 역
- 박동현 : 호승 역
- 이명배 : 연출자 역
- 정찬규 : 기획자 역
- 박용팔 : 남 1 역
- 문선경 : 정부 역
- 한은정 : 여 1 역
- 유영철 : 엑스트라 역